# 방중술
방중술(房中術) 또는 방중(房中)은 도교의 수행법 중의 하나로 보정(寶精)이라고도 한다. 방중은 음양(陰陽: 男女)의 교접을 말하는 것이며, 우주는 본시 음 · 양의 2기(二氣)로 성립되었으므로 모든 만물은 이 음양의 도(道: 이치 · 理致)에서 벗어날 수 없고 따라서 음 · 양이 교접하지 못하면 기(氣)가 유통되지 못하고 몸에 지장이 생겨 병이 많아져서 장수 못한다. 그렇다고 지나치게 정욕을 행사해도 오히려 몸을 손상하여 단명하므로 방중술을 수련하여 불로장생해야 한다고 하였다. 수·당의 의서(醫書) 중에는 《대청경(大淸經)》·《옥방비결(玉房秘訣)》·《옥방지요(玉房指要)》·《현녀경(玄女經)》 등 많은 도교 서적이 있다.

## 같이 보기
- 《소녀경(素女經)》

## 참고 자료
- 이 문서에는 다음커뮤니케이션(현 카카오)에서 GFDL 또는 CC-SA 라이선스로 배포한 글로벌 세계대백과사전의 〈종교·철학 > 한국의 종교 > 한국의 도교 > 한국도교의 의식·수행 > 방중술〉 항목을 기초로 작성된 글이 포함되어 있습니다.
- 이 문서에는 다음커뮤니케이션(현 카카오)에서 GFDL 또는 CC-SA 라이선스로 배포한 글로벌 세계대백과사전의 〈종교·철학 > 세계의 종교 > 도교 > 도교 > 수행법·의례 > 방중〉 항목을 기초로 작성된 글이 포함되어 있습니다.